# Maechidius excisicollis
Maechidius excisicollis är en skalbaggsart som beskrevs av Blackburn 1898. Maechidius excisicollis ingår i släktet Maechidius och familjen Melolonthidae. Inga underarter finns listade i Catalogue of Life.